# قائمة المقامات والأضرحة التاريخية في سوريا
المقامات والأضرحة التاريخية في سوريا، حيث توجد العديد منها، كأضرحة الأنبياء، وزوجات الأنبياء، وبنات الأنبياء، والصحابة، والصالحين، وغيرهم من العلماء، والثوار ضد الاستعمار، المعروفين تاريخيًا.

## قائمة المقامات التاريخية في سوريا
1. مقام النبي إبراهيم الخليل - عين العروس[1]
2. مقام محمد السائح الملقب بابو عابد - دير الزور
3. مقام النبي يحيى يوحنا المعمدان - دمشق[2]
4. مقام النبي هابيل - طريق دمشق الزبداني[3]
5. مقام الصحابي حجر بن عدي الكندي - عدرا
6. مقام الأربعين / جبل قاسيون - دمشق
7. مقام إبراهيم الخليل / برزة - دمشق
8. مقام وضريح السيدة زينب بنت الإمام علي - مدينة السيدة زينب
9. مقام الصحابي سعد بن عبادة الأنصاري - المليحة
10. مقام أبي مسلم الخولاني - داريا
11. مقام أبي سليمان الداراني - داريا
12. مقام النبي شيت / معرة النعمان - ادلب
13. مقام وضريح السيدة رقية - دمشق
14. مقام النبي داود / كلز - حلب
15. مقام النبي زكريا / الجامع الأموي - حلب
16. مقام الخضر / قلعة حلب - حلب
17. مقام وضريح النبي أيوب / قرية الشيخ سعد - درعا
18. مقام الإمام النووي / مدينة نوى - درعا
19. مقام الإمام برهان الدين على الحريري، درعا، بصر الحرير.
20. ضريح الصحابي خالد بن الوليد - حمص
21. ضريح السلطان الناصر صلاح الدين الايوبي - دمشق
22. ضريح زين العابدين علي الحراكي - حماة
23. ضريح السيدة رابعة العدوية - حمص
24. ضريح السلطان الظاهر بيبرس - دمشق
25. ضريح ابن تيمية - دمشق
26. ضريح علم الدين محمد الحراكي - حماة
27. ضريح السلطان نجم الدين أيوب - دمشق
28. ضريح الشيخ الأكبر محي الدين بن عربي / سفح جبل قاسيون - دمشق
29. ضريح إبراهيم هنانو - حلب
30. ضريح الشيخ علي السالوسي - حماة
31. ضريح بلال بن رباح / الميدان - دمشق
32. ضريح ومقام النبي ذو الكفل / جبل قاسيون - دمشق
33. ضريح الخليفة عمر بن عبد العزيز - معرة النعمان
34. ضريح الصحابي أبو موسى الأشعري - حمص
35. ضريح الصحابي عمار بن ياسر - الرقة
36. ضريح الصحابي حسان بن ثابت الأنصاري - حماة
37. ضريح الصحابي وابصة بن معبد - الرقة
38. ضريح العالم الفارابي - دمشق
39. ضريح الحجار بن عامر
40. ضريح محمد قضيب البان - حماة
41. ضريح النبي يوشع - معرة النعمان
42. ضريح النبي موسى / القدم - دمشق
43. ضريح السلطان عماد الدين زنكي - دمشق
44. ضريح الصحابي مدرك بن زياد الفرازي
45. ضريح الصحابي عبد الله بن سلام / سقبا - الغوطة الشرقية
46. ضريح الخضر - معرة النعمان
47. ضريح الصحابي عبد الله بن عمر بن الخطاب - حمص
48. ضريح ميسرة بن مسروق - حمص
49. ضريح محمد بن عدي - دمشق
50. ضريح السيدة أم حبيبة زوجة النبي محمد صلى الله عليه وسلم / الميدان - دمشق
51. ضريح السيدة أم سلمة زوجة النبي محمد صلى الله عليه وسلم / الميدان - دمشق
52. ضريح السيدة فاطمة الصغرى بنت الحسين / الميدان - دمشق
53. ضريح ميمونة بنت الامام الحسن / الميدان - دمشق
54. ضريح السيدة حميدة بنت مسلم بن عقيل / الميدان - دمشق
55. ضريح عبد الله بن جعفر الطيار - دمشق
56. ضريح النبي هورو - عامودا
57. ضريح السلطان سليمان شاه / جسر قرة كوزاك - عين العرب
58. ضريح الزعيم سعد الله الجابري - حلب
59. ضريح التابعي اويس القرني الرقة
60. ضريح الصحابي بلال الحبشي / باب صغير - دمشق
61. ضريح القديس مارون / براد - حلب
62. ضريح الخليفة الوليد بن عبد الملك - دمشق
63. ضريح الخليفة عبد الملك بن مروان - دمشق
64. ضريح القديس إليان الحمصي / حمص القديمة - حمص
65. ضريح الزعيم سلطان الأطرش / القريا - السويداء
66. ضريح الشاعر ابو العلاء المعري / معرة النعمان - ادلب
67. ضريح الشاعر أبو فراس الحمداني / حمص القديمة - حمص
68. ضريح الشيخ المفتي أحمد كفتارو / دمشق - ركن الدين
69. ضريح الشيخ محمد سعيد رمضان البوطي - دمشق
70. ضريح يوسف العظمة / ميسلون - دمشق
71. ضريح السلطان نور الدين زنكي ـ دمشق
72. ضريح العالم ابن عساكر ـ دمشق
73. ضريح العالم بدر الدين الحسني / دمشق - باب الصغير
74. ضريح العالم عبد الهادي الباني - دمشق
75. ضريح العالم الذهبي - دمشق
76. ضريح الشيخ صالح العلي / الشيخ بدر - طرطوس
77. ضريح العقيد عدنان المالكي / دمشق - منطقة المالكي
78. ضريح العلامة محمد أمين شيخو - دمشق - جبل قاسيون